# Tutto Edo Cantautore
Tutto Edo Cantautore è un album raccolta in due CD del cantautore italiano Edoardo Bennato, pubblicato nel 2009. Tutte le versioni contenute nella raccolta sono già state incluse in altri album così come indicato nella tracklist.

## Tracce

### Disco 1
1. Un giorno credi - 3:15 - Tratta da Sembra ieri (2000)
2. Ogni favola è un gioco - 3:53 - Tratta da È arrivato un bastimento (1983)
3. Cantautore - 6:06 - Tratta da Sembra ieri (2000)
4. Non farti cadere le braccia - 3:29 - Tratta da Quartetto d'archi (1996)
5. Sono solo canzonette - 5:07 - Tratta da Sembra ieri (2000)
6. Le ragazze fanno grandi sogni - 3:18 - Tratta da Le ragazze fanno grandi sogni (1995)
7. Il rock di Capitan Uncino - 5:20 - Tratta da Sembra ieri (2000)
8. Abbi dubbi / Ma che bella città - 3:24 - Tratta da Edo Rinnegato (1990)
9. Stop America - 4:37 - Tratta da Canzoni Tour 2007 (2007)
10. Sembra ieri - 3:51 - Tratta da Sembra ieri (2000)
11. La fantastica storia - 4:28 - Tratta da La fantastica storia del Pifferaio Magico (2005)
12. La frittata è fatta - 3:26 - Tratta da Se son rose fioriranno (1994)
13. Il gioco continua - 4:27 - Tratta da Il gioco continua (1988)
14. Arrivano i buoni - 3:51 - Tratta da Edo Rinnegato (1990)
15. Nisida - 5:17 - Tratta da Kaiwanna (1985)
16. Tu vuoi l'America - 4:42 - Tratta da OK Italia (1987)
17. Meno male che adesso non c'è Nerone - 4:52 - Tratta da Edoardo live (1987)
18. In fila per tre - 4:02 - Tratta da Edoardo live (1987)

### Disco 2
1. Venderò - 3:46 - Tratta da Edo Rinnegato (1990)
2. Il gatto e la volpe - 2:56 - Tratta da Sembra ieri (2000)
3. Afferrare una stella - 3:57 - Tratta da Le ragazze fanno grandi sogni (1995)
4. Mangiafuoco - 4:52 - Tratta da Sembra ieri (2000)
5. Dotti, medici e sapienti - 2:43 - Tratta da Quartetto d'archi (1996)
6. L'isola che non c'è - 3:51 - Tratta da Sembra ieri (2000)
7. La televisione che felicità (feat. Max Pezzali) - 4:05 - Tratta da La fantastica storia del Pifferaio Magico (2005)
8. È goal! - 3:15 - Tratta da È goal! (Edoardo Bennato live) (1984)
9. È arrivato un bastimento - 5:28 - Tratta da È arrivato un bastimento (1983)
10. Non è amore - 3:19 - Tratta da L'uomo occidentale (2003)
11. OK Italia - 4:08 - Tratta da OK Italia (1987)
12. Il paese dei balocchi - 3:42 - Tratta da Il paese dei balocchi (1992)
13. Sbandato - 3:21 - Tratta da Sbandato (1998)
14. Rinnegato - 3:44 - Tratta da Edo Rinnegato (1990)
15. Viva la mamma - 3:27 - Tratta da Abbi dubbi (1989)
16. Una settimana un giorno - 5:50 - Tratta da Sembra ieri (2000)
17. Quando sarai grande - 4:49 - Tratta da Edoardo live (1987)